# Vjačeslav Ševčuk
Vjačeslav Ševčuk (Luck, 13. svibnja 1979.) bivši je ukrajinski nogometaš. Krajem 2016. godine je objavio da odlazi u mirovinu. Ukrajinski nogometni izbornik objavio je u svibnju 2016. popis za nastup na Europsko prvenstvo u Francuskoj, na kojem se nalazi Ševčuk. Igrao je u prvoj utakmici na Europskom prvenstvu protiv Njemačke, koju je Ukrajina izgubila s 2:0.